# Joseph Whittaker

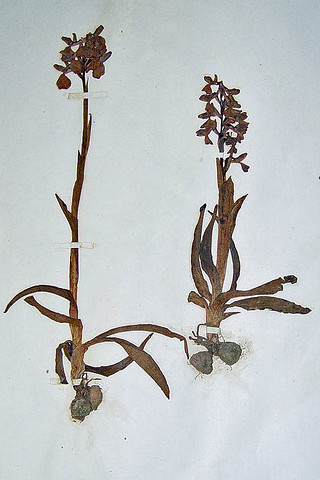
Una de les plantes premsades al museu Derby.

Joseph Whittaker (Breadsall, 1813 – ?, 2 de març de 1894) va ser un botànic britànic que va visitar Austràlia del Sud el 1839. Es conserven 300 plantes d'aquell viatge a Kew Gardens i 2.200 plantes premsades britàniques al Derby Museum and Art Gallery. Una espècie, Drosera whittakeri, s'anomena en honor seu.

## Biografia
La data exacta del naixement de Whittaker es desconeix. Va ser batejat a Quarndon, prop de Derby, el 8 de febrer de 1813. El seu pare, també anomenat Joseph, era bracer, casat amb Sarah (de naixement Clarke). De vegades es diu que Whittaker va néixer a Breadsall el 1815.

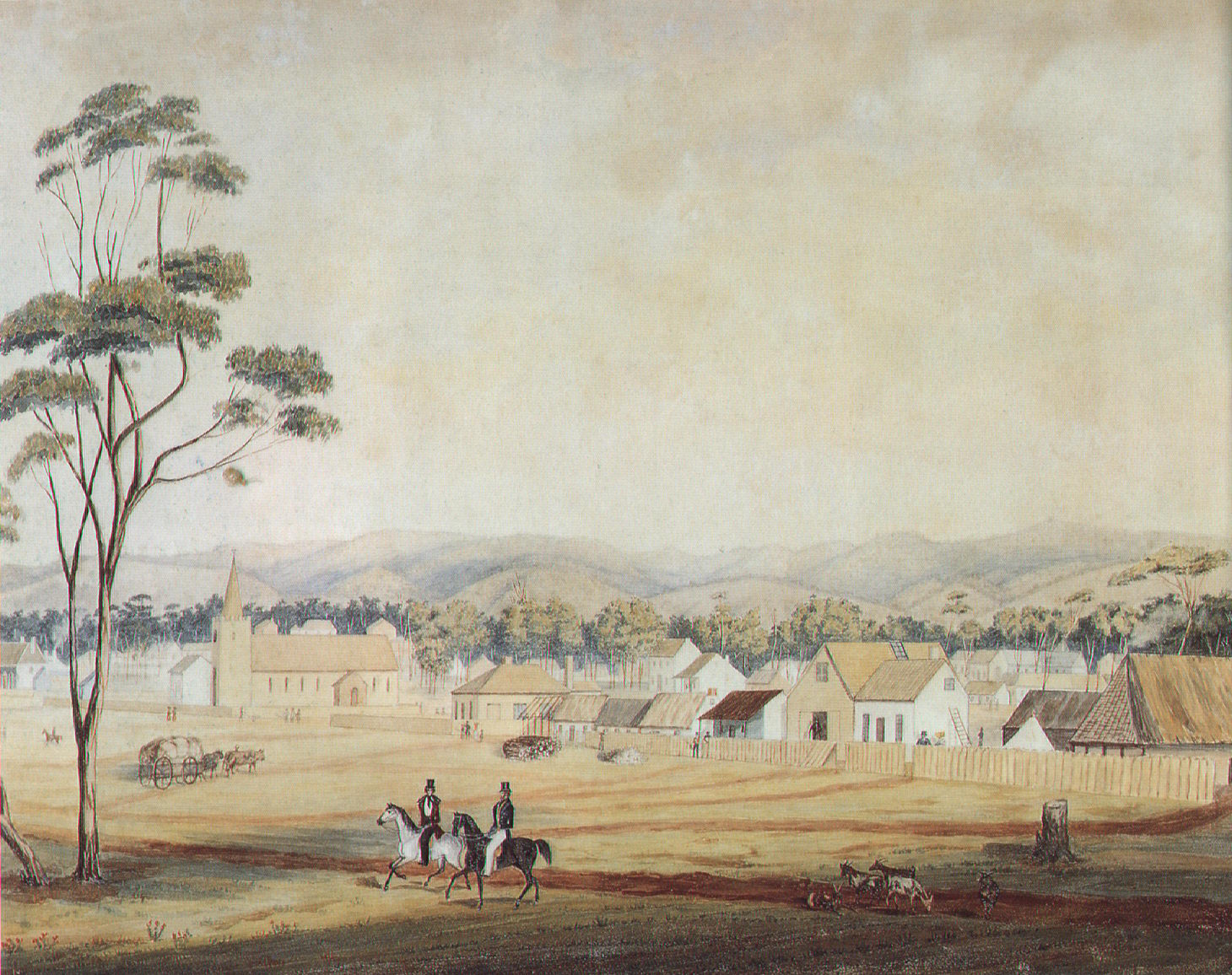
Adelaide el 1839, on Whittaker feia de jardiner.

### Austràlia
Whittaker va treballar com a jardiner a Adelaida per a George Gawler. Durant aquella època va viatjar per molts llocs d'Austràlia del sud, on recollia i conservava una gran varietat de plantes. Whittaker es va quedar a Austràlia del Sud durant 19 mesos, abans de tornar cap a casa, sortint de Port Adelaide l'11 d'abril de 1840. De camí cap a casa va parar quatre cops a diverses illes, on va recollir encara més plantes.

### Derbyshire
Whittaker va arribar a Anglaterra el 23 de setembre de 1840 i el 1844 va tornar a recollir plantes de nou. Els seus pics d'activitat van ser entre el 1851 i el 52, cessant després del 1867. Les activitats botàniques de Whittaker havien començat a disminuir al voltant del 1863, més o menys quan el seu company botànic, Henry Harpur Crewe es va traslladar.
El 1846, vivia a Breadsall on era professor de la Breadsall Boys School. Les col·leccions de Whittaker de fora del Regne Unit es troben als Kew gardens. Whittaker va morir el 2 de març de 1894.

## Llegat
La col·lecció de Whittaker a Kew Gardens prové del viatge a Austràlia. També va deixar una col·lecció de 2.200 plantes premsades, en 79 volums (principalmeny de Derbyshire), que actualment es troben a l'herbari del Derby Museum and Art Gallery. També es poden trobar espècimens de Whittaker en moltes col·leccions del Regne Unit, incloent les de Bolton, Birmingham, Gloucester i Manchester. El Wisbech & Fenland Museum també en té una petita col·lecció.